# Ак-Талинский район
Ак-Талинский район (кирг. Ак-Талаа району) — район Нарынской области Кыргызстана. Образован 2 сентября 1936 года. Административный центр — село Баетово.

## География
Ак-Талинский район расположен в юго-западной части Нарынской области. Граничит на востоке с Нарынским районом, на севере — с Жумгальским районом, на юге — с Ат-Башинским районом, на западе — с Джалал-Абадской и Ошской областями Кыргызстана.

## История
22 марта 1944 года 2 сельсовета Ак-Талинского района были переданы в новый Куланакский район. 29 октября 1958 года к Ак-Талинскому району была присоединена часть территории упразднённого Куланакского район.

## Население
По данным переписи населения Кыргызстана 2009 года, в районе проживало 30 643 человека (в том числе 50,3 % мужчин). В районе насчитывается 5698 домашних хозяйств. Регион традиционного проживания киргизов (см. тюркские народы), всегда составлявших здесь абсолютное большинство населения (99,9 % населения).

## Административно-территориальное деление
Согласно указу Президента КР от 3 апреля 2023 года УП № 85 «Об административно-территориальной реформе на уровне айылных аймаков Нарынской области Кыргызской Республики в пилотном режиме» аильные округи укреплены и созданы 4 аильных аймаков:
1. Аильный аймак Ала-Буга — с. Чолок-Кайын (центр), с. Кош-Дебе, с. Жерге-Тал, с. Конорчок;
2. Аильный аймак Кара-Бургон — с. Ак-Чий (центр), с. Кара-Бюрген;
3. Аильный аймак Баетов — с. Баетово (центр), с. Терек, с. Угют;
4. Аильный аймак Тоголок Молдо — с. Джаны-Талап (центр), с. Ак-Тал (Ак-Талчат), с. Джаны-Талап, с. Кек-Джар, с. Тоголок Молдо, с. Кызыл-Белес

До 2023 года административное деление Ак-Талинского района составляло из 13 аильных (сельских) округов, 19 аилов (сёл):
1. Ак-Талский аильный округ — с. Ак-Тал (Ак-Талчат);
2. Ак-Чийский аильный округ — с. Ак-Чий, с. Джаны-Тилек;
3. Баетовский аильный округ — с. Баетово (центр); с. Каиынды-Булак
4. Джаны-Талапский аильный округ — с. Джаны-Талап;
5. Жерге-Тальский аильный округ — с. Чолок-Кайын, с. Жерге-Тал;
6. Кара-Бюргенский аильный округ — с. Кара-Бюрген;
7. Кек-Джарский аильный округ — с. Ак-Кыя, с. Кек-Джар;
8. Конорчокский аильный округ — с. Конорчок;
9. Кош-Дебенский аильный округ — с. Кош-Дебе;
10. Кызыл-Белесский аильный округ — с. Кадыралы;
11. Терекский аильный округ — с. Терек, с. Орто-Сырт;
12. Тоголок-Молдоский аильный округ — с. Кара-Ой;
13. Угютский аильный округ — с. Угют, с. Байгенчек.